# Czyprki (powiat bartoszycki)
Czyprki (niem. Zipperken) – osada w Polsce położona w województwie warmińsko-mazurskim, w powiecie bartoszyckim, w gminie Górowo Iławeckie. W latach 1975–1998 miejscowość należała administracyjnie do województwa olsztyńskiego. 
Na terenie byłego PGR-u stoi jeszcze pałac w stanie ruiny.

## Historia
Wieś powstała w XIV wieku, nosząc nazwę Tapperlauken. W roku 1537 wieś została zakupiona przez Mertena Zipperkę i już w 1570 pojawiła się w zapisach pod nową nazwę Zipperken.
W 1889 r. wieś była majątkiem szlacheckim o powierzchni 157 ha.
W 1983 r. we wsi był PGR, 6 domów w zwartej zabudowie z 66 mieszkańcami, kuźnia oraz punkt biblioteczny. Ulice miały oświetlenie elektryczne.

## Obszar ochrony uzdrowiskowej
W 2019 r. Czyprki wraz z sołectwami Gałajny i Woryny w gminie Górowo Iławeckie uzyskały na mocy Rozporządzenia Rady Ministrów status obszaru ochrony uzdrowiskowej („Obszar Ochrony Uzdrowiskowej Górowo Iławeckie”).